# 828
Cette page concerne l'année 828  du calendrier julien. Pour l'année 828 av. J.-C., voir 828 av. J.-C.
L'année 828 est une année bissextile qui commence un mercredi.

## Événements
- 5 janvier : début du pontificat de Grégoire IV (fin en 844)[1].
- 31 janvier[2] : les reliques supposées de saint Marc, volées par deux marchands vénitiens à Alexandrie, sont amenées à Venise.
  - Le commerce avec l’Égypte est alors interdit à Venise. Les deux marchands remettent leur butin au doge, qui en récompense leur permet de vendre au Rialto leur marchandise illégale[3].
- Février : assemblée générale de l'empire carolingien à Aix-la-Chapelle.
  - Les comtes Etichonides Matfrid d’Orléans et Hugues de Tours sont destitués par l’empereur Louis le Pieux pour avoir refusé de combattre les Sarrasins en Espagne[4].
  - Après l’écrasement de la révolte croate de Ljudevit Posavski (819-822) et devant la menace bulgare, le roi de Bavière Louis le Germanique décide le partage du territoire slovène en quatre régions administratives : le Frioul et les régions du Sud passent sous la dépendance de l’Italie (Évrard de Frioul), la future Carniole, la Carantanie et une partie de la Pannonie restent sous contrôle franc[5].
- Mai - juin : mort d’Idriss II[6]. Son royaume dans l'actuel Maroc, est partagé entre ses dix fils. Livré aux guerres civiles, convoité par les Omeyyades d’Espagne et les Fatimides, il s’effrite.

- Les habitants de Mérida, menés par le Berbère Mahmûd ibn al-Djabbâr et le muladi Sulayman ibn Martîn se révoltent contre l'émir de Cordoue Abd al-Rahman II. Ils assassinent le gouverneur Marwân al-Djillîqî[7] et résistent à deux sièges de l'émir en 829 avant de se soumettre en 830, puis après une nouvelle révolte définitivement en 834[8]. L'empereur Louis le Pieux adresse une lettre de soutien aux révoltés, rapportée par Eginhard[9].
- Expédition maritime de Boniface, alors gouverneur de Corse, en Afrique, entre Carthage et Utique, pour protéger la Corse et la Sardaigne[10].
- Échec de l’expédition byzantine en Crète[11].
- Fondation d'Alcamo par les Arabes en Sicile[12].
- Le prétendant au trône du Danemark Harald Klak, récemment converti (826), est battu par ses compatriotes, partisans des successeurs de Gotfrid. Horik, le dernier fils vivant de Gotfrid, devient seul roi de Danemark. Harald se retire à Rüstringen, en Frise[13] où il est encore mentionné par les Annales de Fulda en 852. Le moine de Corbie Anschaire (Ansgar), chargé par Louis le Pieux d’accompagner Harald, vit parmi les Danois pendant deux ans. À Hedeby, il forme au christianisme une douzaine de jeunes esclaves pour créer le noyau d’un clergé danois[14].
- Quatorze membres de la noblesse tchèque reçoivent le baptême à Ratisbonne[15].
- Consécration par l'archevêque de Salzbourg Adalram de la première église de Moravie construite à Nitra sous le prince Pribina[16].
- Précepte des marchands : Louis le Pieux prend des mesures pour que les marchands ambulants ne soient pas inquiétés[17].

## Naissances en 828
- 8 septembre[réf. nécessaire] : Ali al-Hadi, ou l'Imam Ali al-Naqi, 10e imam chiite.

- Al-Dinawari, savant kurde.
- Ibn Qutaybah, écrivain et savant arabe.

## Décès en 828
- Mai-juin : Idris II, émir du Maroc.
- Al-Asmai, philosophe et savant arabe (né en 740)[18].